# Старый Вассеркунст
Старый Вассеркунст (нем. Alte Wasserkunst, в.-луж. Stara wodarnja), сооружение для водоснабжения — один из символов города Баутцен.
Башня находится на окраине старого города на берегу реки Шпре. Её предшественник был построен в 1495/96 году. На месте старого деревянного сооружения, которое сгорело зимой 1515 года, Венцель Рёршайд-старший в 1558 году построил башню в сегодняшней форме. Сооружение служило для водоснабжения города. В 1597 году в башню встроили вторую подъёмную систему для удовлетворения возрастающей потребности воды из реки Шпре. В 1606 году по той же причине начали строить Новый Вассеркунст. В 1798 году деревянные трубы были заменены чугунными.
Семиэтажная каменная башня высотой 47 м имеет круглое сечение. Она одновременно является частью оборонительной системы города. На верхнем этаже находились пушки.
В 1965 году Вассеркунст был снят с эксплуатации и служит с тех пор техническим музеем. В 1982/84 и 2006/07 годах Старый Вассеркунст подвергался реставрациям.